# Стари град Добор
Добор је средњовјековни град у Републици Српској подигнут уз лијеву обалу ријеке Босне на око 4 km од Модриче. Саграђен је у 14. вијеку. Национални је споменик Босне и Херцеговине.

## Историја
Са крунисањем Жигмунда Луксембуршког 1387. године на угарском двору долази до обрачуна са политичким противницима, међу којима су били и браћа Хорват, а које је помогао Стефан Твртко. Тада су се између 1387. и 1394. године браћа Хорват склонили у Добор, одакле су пружали отпор Жигмунду. Године 1394. Жигмунд проваљује у Босну хвата браћу Хорвате и спаљује град Добор. Сматра се да је Добор подигао Иваниш Хорват између 1387. и 1388. године.
Незадовољно владавином краљева, племство је изабрало за краља Босне Стефана Твртка Другог, што је изазвало бијес Жигмунда. У боју код Добора јесени 1408. године поражена је босанска војска, те је по наређењу угарског краља убијено је 179 босанских племића.
Следећи битан догађај је из новембра 1449. године, када у Добору Стефан Томаш склопа одбрамбени уговор с мачванским баном Иваном од Корођа, као посредником Јанка Хуњадија против Турака.
Падом Босне 1463. године, па до 1536. Добор је био под влашћу племићке куће Бериславић, када га заузимају турске трупе.

## Архитектура
Град је примјер добро очуване архитектуре касног средњег вијека. Језгро града Добора чине двије куле, које затварају мањи простор димензија 16х8 метара. Већина сачуване архитектуре потиче из 15. вијека, те је тада и простор града проширен на источној страни. Једна кула је саграђена у вријеме употребе топова и има облик неправилног ваљка, висине 20 метара, а друга кула има карактеристичан облик изврнутог латиничног слова D, висине 19,5 метара.